# Jakov Puljanin
Jakov Puljanin (Jakov iz Pule; 13. na 14. stoljeće), franjevac, arhitekt, graditelj. O ranom životu Jakova Puljanina malo se zna, no njegovo se ime povezuje uz dva grada, Pulu i Padovu, te dvije crkve u tim gradovima.
Od osnutka i širenja franjevačkog reda među fratrima s obje strane Jadrana stvorene su čvrste veze. Već u prvom stoljeću uzajamnih veza franjevaca s istočne strane Jadranskog mora i franjevaca sa zapadne strane, posebice onima u Padovi, spominje se jedan "prekomorski" fratar koji je odigrao značajnu kulturno-umjetničku ulogu pri gradnji velebne bazilike sv. Antuna u Padovi. Fra Jakov iz Pule dvadesetak posljednjih godina izgradnje ove čarobne građevine skladno izmiješanih stilova bio je njezin arhitekt (ili bar službeni nadglednik), kako ga spominje očuvani arhivski dokument datiran 27. kolovoza 1302. godine. Istovremeno u istoj bazilici svoje umjetničke radove izvodi i Giotto, koji je oslikao neke dijelove ovoga glasovitog zdanja.
Ime Jakova Puljanina povezano je također sa samostanom i crkvom sv. Franje u Puli. On je koncipirao franjevački gotički sklop samostana i crkve u skladu s pravilima propovjedničkog reda donesenih u Narboni 1260. godine. To je podrazumijevalo tipičan pravokutni tlocrt crkve s četvrtastim svetištem, jednozidnim zvonikom, klaustrom i samostanom s prostorijama za stanovanje fratara, kapitularnom dvoranom, refektorijom i sakristijom koja povezuje samostan s korom u crkvi.
Jakov Puljanin većinu svog redovničkog života proveo je u Puli u kojoj se danas nalazi ulica koja u čast njemu nosi njegovo ime.